# La Goleta

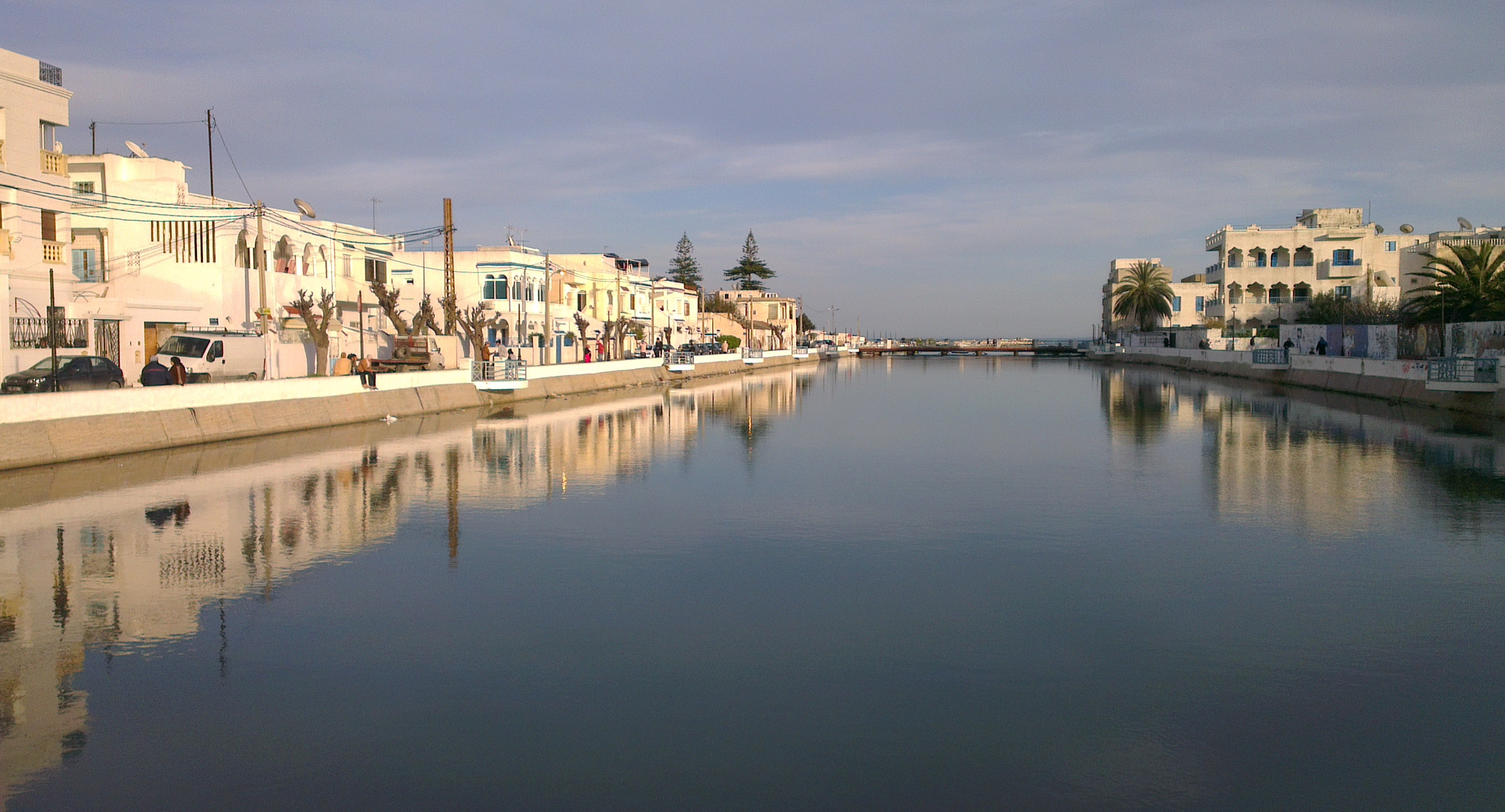
Vista del canal que conecta el lago de Túnez con el golfo de Túnez desde la avenida Habib Bourghuiba, en La Goleta

La Goleta (en árabe: حلق الوادي, Halq al Wadi; en francés: La Goulette) es una ciudad de Túnez. Según el censo de 2014, tiene una población de 45 711 habitantes.
En la localidad está ubicado el puerto de la ciudad de Túnez, capital del país, situada 10 kilómetros al sudoeste. Es el principal puerto de Túnez.

## Etimología
Contrariamente a lo que pudiera pensarse, el nombre de la ciudad no tiene nada que ver con el tipo de barco llamado goleta, sino que deriva del árabe Halq al-Wādī, que significa "gola del río". Una gola es un canal por donde entran los buques en ciertos puertos o ríos, según el diccionario de la RAE, y hace referencia al canal de 28 metros de ancho que comunica el lago de Túnez con el mar abierto, donde está situada la ciudad.

## Historia
Debido a su situación geográfica, guardando la entrada al lago que da a Túnez, La Goleta ha desempeñado a lo largo de los siglos un papel militar importante. Ocupada por los turcos, fue conquistada en 1535 por el ejército de Carlos I de España en La Jornada de Túnez. La fortaleza de La Carraca, que aún existe hoy en día, fue construida por los españoles y ampliada por los turcos, que reconquistaron permanentemente la ciudad en 1574.
Importante puerto berberisco, fue atacado con éxito por la armada española en 1609 al mando de Luis Fajardo, en 1612 por Álvaro de Bazán y Benavides, en 1615 por Francisco de Ribera, y por Octavio de Aragón en 1617.
El mayor desarrollo de la ciudad se produjo desde mediados del siglo XVIII, como barrio, por extensión, de la capital, con la llegada, primero modesta, de inmigrantes de Malta y Sicilia atraídos por las oportunidades de trabajo en el puerto.
En 1868 se firmó el Tratado de La Goleta entre Túnez e Italia, y a partir de entonces la inmigración italiana se hizo masiva, cambiando la fisonomía de la ciudad. En pocos años los italianos fueron mayoría en la ciudad, formando el barrio de la Pequeña Sicilia. En un principio la población italiana vivía en la indigencia, pero poco a poco sus condiciones mejoraron, fundando una Cámara de Comercio (1884), la Banca Siciliana, el periódico L'Unione y otras instituciones culturales y asistenciales (teatros, cines, escuelas, hospitales) dirigidas a los italianos. Las dos poblaciones, tunecina e italiana, conviven pacíficamente en un contexto cosmopolita y mestizo, reflejado en la película Un verano en La Goulette de Férid Boughedir.
| Año                                                                     | Tunecinos musulmanes | Judíos | Franceses | Italianos | Malteses | Total  |
| ----------------------------------------------------------------------- | -------------------- | ------ | --------- | --------- | -------- | ------ |
| 1921                                                                    | 778                  | 1540   | 772       | 2449      | 381      | 5997   |
| 1926                                                                    | 1998                 | 2074   | 1264      | 2921      | 299      | 8653   |
| 1931                                                                    | 2274                 | 843    | 2233      | 3476      | 332      | 9260   |
| 1936                                                                    | 2343                 | 1668   | 2713      | 3801      | 265      | 10 862 |
| Fuente : Paul Sebag, Tunis. Histoire d'une ville, éd. L'Harmattan, 1998 |                      |        |           |           |          |        |

En 1964, cuando el presidente Habib Bourguiba ordenó la incautación de los bienes de los extranjeros, los italianos emprendieron el camino del exilio. Como solo tenían documentos franceses, no tuvieron otra elección que la de buscar una nueva vida en Francia, donde fueron a añadirse a los Pieds-Noirs procedentes de Argelia. El personaje más célebre de los italianos de La Goleta es la actriz Claudia Cardinale, que nació en la ciudad en 1938.
Al principio puerto comercial, pesquero, de recreo y de turismo, no le quedan hoy más que funciones de puerto pesquero y de puerto para los cruceros turísticos. En la actualidad el puerto de Radès cumple las funciones de puerto mercante. En La Goleta quedan sus famosos restaurantes de pescado y su larga playa, lo que lo hace un destino favorito de los tunecinos.